# یفیموفکا (داغستان)
یفیموفکا (به لاتین: Yefimovka) یک منطقهٔ مسکونی در روسیه است که در شهرستان کیزلیارسکی واقع شده‌است.